# Onthophagus brittoni
Onthophagus brittoni är en skalbaggsart som beskrevs av Renaud Maurice Adrien Paulian 1948. Onthophagus brittoni ingår i släktet Onthophagus och familjen bladhorningar. Inga underarter finns listade i Catalogue of Life.